# Casa Ortansa Paciurea
Casa Ortansa Paciurea este un monument istoric aflat pe teritoriul municipiului București.

## Legături externe
Comori urbane